# Hiroki Mawatari
Hiroki Mawatari (født 16. august 1994) er en japansk fodboldspiller, som spiller for den japanske fodboldklub Ehime FC.